# Athens (Tennessee)
Pour les articles homonymes, voir Athens.
Athens est une ville des États-Unis, siège du comté de McMinn, dans l’État du Tennessee. Lors du recensement de 2010, sa population s’élevait à 13 548 habitants.

## Source
- (en) Cet article est partiellement ou en totalité issu de l’article de Wikipédia en anglais intitulé « Athens, Tennessee » (voir la liste des auteurs).